# Хикэм, Хомер
Хомер Хэдли Хикэм-младший (родился 19 февраля 1943) — американский писатель, ветеран войны во Вьетнаме, и бывший инженер НАСА. Его автобиографический роман Rocket Boys: A Memoir (англ.) был № 1 в списке New York Times Best Seller, изучается во многих американских и международных школах. Роман стал основой для фильма «Октябрьское небо (1999)», где главную роль исполнил Джейк Джилленхол. Хикэм также написал ряд бестселлеров в жанрах мемуары и романы, в том числе серию
романов «Josh Thurlow». Его книги были переведены на несколько языков.

## Образование
Закончил Политехнический университет Виргинии в 1964 году со степенью бакалавра наук в области промышленной инженерии.

## Карьера

### Военная служба (1964–70)
Хикэм служил 1-м лейтенантом в 4-й пехотной дивизии армии США с 1967 по 1968 год во время войны во Вьетнаме. Он был награждён армейской Похвальной медалью и Бронзовой звездой.

### USAAMC и NASA (1971–98)
После военной службы, с 1971 по 1978 Хикэм работал инженером в службе AMCOM (MICOM), которая обеспечивает жизненный цикл находящихся на вооружении ракет, вертолётов и беспилотных машин.
В 1981 был принят в НАСА в качестве аэрокосмического инженера. Во время своей карьеры в НАСА Хикам работал в области проектирования космических аппаратов и подготовки экипажей к работе с научным оборудованием и внекорабельной деятельности (EVA). Перед увольнением из НАСА в 1998 году работал менеджером по подготовке к работе с полезной нагрузкой на МКС.

### Литературная карьера
Хикам начал писать в 1969 году после возвращения с военной службы во Вьетнаме. Его первыми сочинениями были журнальные рассказы о подводном плавании и его работе в качестве инструктора подводного плавания. Затем, посетив многие затонувшие корабли, он написал о битве против подводных лодок вдоль восточного побережья США во время Второй мировой войны. Это привело к появлению его первой книги Torpedo Junction, бестселлера по военной истории, опубликованной в 1989 году.
В 1998 году Delacorte Press опубликовала вторую книгу Хикама «Ракетные мальчики» — повествование о его подростковой жизни в Колвуде, Западная Вирджиния и увлечении любительским ракетостроением. «Ракетные мальчики» была переведена на многие языки и выпущена в виде аудиокниги и электронной книги.
Первым фантастическим романом Хикама был «Назад к луне» (1999), который вышел в твёрдом переплёте, в виде аудиокниги и электронной книги. Он также был переведён на китайский язык. На сегодняшний день «Возвращение к Луне» — единственный роман Хикама, посвящённый космосу. Это техно-триллер и романтический роман, рассказывающий историю команды «космонавтов», которая управляет шаттлом.
В 2015 Хикам опубликовал бестселлер «Доставка Альберта домой: Отчасти правдивая история о человеке, его жене и её аллигаторе», который был издан на 17 языках.
В феврале 2018 года вице-президент США Майк Пенс назначил Хикама членом Консультативной группы Национального космического совета, которая была вновь учреждена президентом США Дональдом Трампом в июне 2017 года.